# Francisco Pacheco del Río

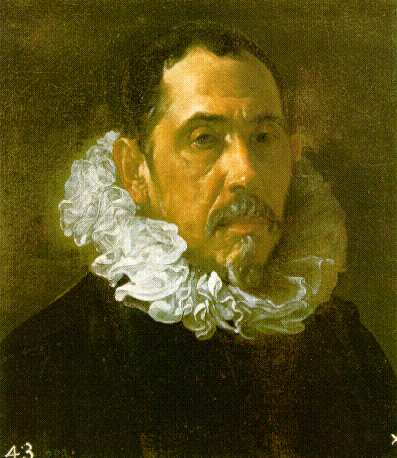
Francisco Pacheco del Río, Porträt von Diego Velázquez, um 1620

Francisco Pacheco del Río, auch genannt Francisco Pacheco (getauft am 3. November 1564 in Sanlúcar de Barrameda; † 1644 oder 1654 in Sevilla) war ein spanischer Maler, Kunsttheoretiker und Dichter.

## Leben und Wirken
Pacheco entstammte einer vornehmen Familie. Seine Eltern waren Juan Pérez und Leonor del Río. Sein Onkel Francisco Pacheco war Kanoniker der Kathedrale von Sevilla.
Nach dem frühen Tod des Vaters kam er um 1571 nach Sevilla zu seinem Onkel, dessen Namen er annahm. Dieser schickte ihn in die Werkstatt von Luis Fernández. Er kopierte und studierte zunächst die Werke älterer Meister wie Peter de Kempener (1503–1580) oder Luis de Vargas (1502–1567/1568). Er erlernte die italienische Kunst anhand von Stichen der Werke Michelangelos und Raffaels, von denen er selbst eine Sammlung anlegte. Er wurde vermutlich von Geistlichen erzogen und trat 1583 der Bruderschaft der Nazarener de la Santa Crui en Jerusalen bei.
Pacheco wurde von seinem gleichnamigen Onkel († 10. Oktober 1599) in einen Kreis von Dichtern und Schriftstellern eingeführt, deren Leitung er 1611 übernahm. Diese Vereinigung wurde fälschlich als „Academia Sevillana“ bezeichnet. Dort fanden überwiegend gelehrte Gespräche statt, die seine theoretischen und künstlerischen Interessen förderten, die er später in seinen Schriften verwendete.

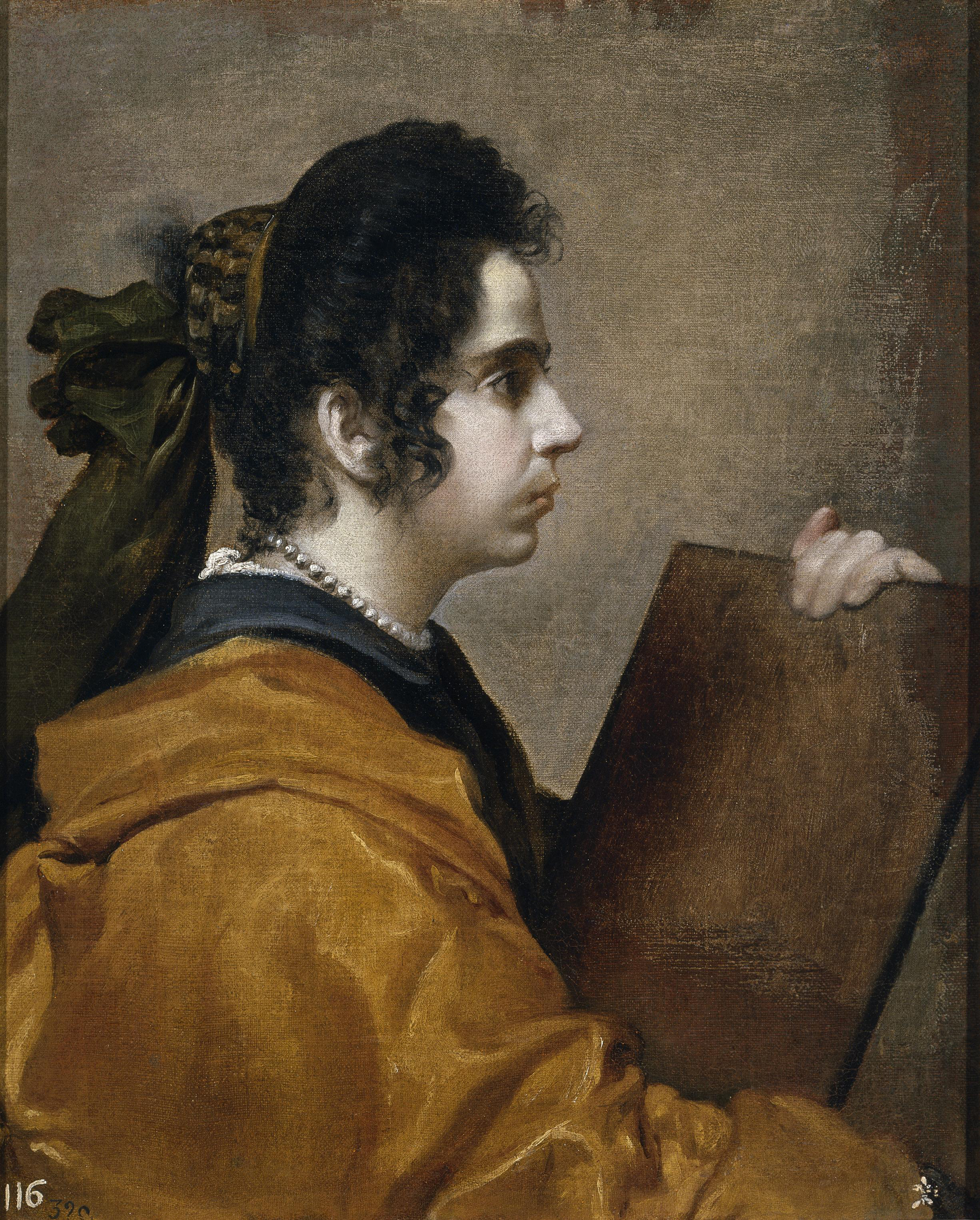
Bildnis eine Sibylle vermutlich Juana da Miranda (Diego Velázquez)

In den letzten Jahren des 16. Jahrhunderts heiratete Pacheco María del Páramo Miranda, von der er ein Porträt anfertigte, und mit der er eine Tochter namens Juana hatte. Er errichtete in Sevilla eine erfolgreiche Werkstatt und reiste im Jahr 1611 nach Madrid, wo er sich mit Vicente Carducho anfreundete und weiter nach Toledo. Er traf auf dieser Reise auch mit El Greco zusammen. Am 17. September 1611 schloss er mit Juan Rodríguez de Silva einen Vertrag über die Ausbildung von dessen Sohn Diego Velázquez, der am 23. April 1618 seine Tochter Juana de Miranda († 14. August 1660) heiratete und mit dieser zwei Töchter Francisca (* Mai 1619) und Ignacia (* Januar 1621) hatte. Velázquez fertigte auch ein Porträt seines Lehrers, das in das Museo del Prado in Madrid kam. Weitere erfolgreiche Schüler waren Alonso Cano (1601–1667) und Francisco López Caro (1600–1661). 1619 wurde er zum königlichen Maler (spanisch Pintor Real) ernannt.
Pacheco war seit 1618 Gemäldezensor der Inquisition in Sevilla. Er war einer der Gründer des spanischen naturalistischen Stils und er spielte eine wichtige Rolle während des Überganges vom Manierismus zum Barock. Von 1623 bis 1625 arbeitete er als Hofmaler des spanischen Königs Philipp IV. in Madrid, widmete sich jedoch nach seiner Rückkehr nach Sevilla dem Schreiben. Sein Werk Arte de la pintura, su antiquedad y grandeza erschien erst 1649 obwohl er bereits seit 1641 das Privileg für die Veröffentlichung erhalten hatte. Es war ein wichtiger Beitrag zum spanischen Paragone.

## Hauptwerke
Gemälde
- Jungfrau von Belén, 1590, Kathedrale von Granada
- Johannes der Täufer, 1597, Iglesia de Santa María de las Nieves, Bogotá
- Eine Reihe von Gemälden für den Convento de la Merced in Sevilla, 1600–1611
- Zeichnung des Heiligen Hieronymus, 1602, Uffizien, Florenz
- Fresken am Hauptdach der Casa de Pilatos, 1604, Sevilla
- Verkündigung, 1605, Museo de Bellas Artes de Córdoba
- Altarbilder für die Iglesia del Santo Ángel in Sevilla, 1608, Museo del Prado, Madrid
- Jüngstes Gericht, 1611 (im Jahr 1810 für Nicolas Jean-de-Dieu Soult geraubt, nach Frankreich verbracht, nach dessen Tod verkauft), Musée Goya, Castres
- Christus in der Wüste, von Engeln bedient. 1615, Musée Goya, Castres
- Der Traum des hl. Josef, 1617–1620, Real Academia de Bellas Artes de San Fernando, Madrid
- Mystische Hochzeit der Agnes von Rom, um 1628, Museo de Bellas Artes de Sevilla

Schriften
- Arte de la pintura, su antigüedad y su grandeza. Sevilla 1649 (archive.org).
- Poesías de Baltasar de Alcazar. Impr. de R. Tarascó, Sevilla 1878 (archive.org).
- Libro de descripción de verdaderos retratos de ilustres y memorables varones. Manuskripte aus den Jahren 1599 bis 1637, erstmals veröffentlicht von José María Asensio im Jahr 1886 (archive.org).